# Aegopodium tadshikorum
Aegopodium tadshikorum är en växtart i kirskålssläktet och familjen flockblommiga växter. Den beskrevs av Boris Sjisjkin 1950.
Arten är en perenn ört som förekommer i Centralasien.